# Лапарели (Сијена)
Лапарели је насеље у Италији у округу Сијена, региону Тоскана.
Према процени из 2011. у насељу је живело 19 становника. Насеље се налази на надморској висини од 261 м.